# Franciac
Franciac és un poble situat al nord del terme municipal de Caldes de Malavella, prop del termenal de Riudellots, a la dreta de l'Onyar, a 324 m d'altitud i gairebé a tocar de la carretera N-II. Forma un petit nucli de vells masos i algunes cases modernes, que aplega un centenar i escaig de veïns. La seva església parroquial és Sant Mateu de Franciac, dedicada a Sant Mateu. Conserva a la part nord un mur d'època romànica, però fou totalment reconstruïda a la segona meitat del segle xviii. Sobre la porta principal té la data del 1773 i en la sagristia la del 1762. Entre els seus altars més antics, cal fer esment del de la Roser i del de sant Isidre. El lloc és conegut des del segle xiii com una parròquia rural de l'ardiaconat de la Selva. Prop de l'antiga creu de Franciac, al camí ral de Girona, els bandolers del segle xvii hi cometeren molts atracaments.